# Montfort Comunitat
La Montfort Comunitat (en bretó Kumuniezh kumunioù Bro Voñforzh) és una estructura intercomunal francesa, situada al departament de l'Ille i Vilaine a la regió Bretanya, al País de Brocéliande. Té una extensió de 200 kilòmetres quadrats i una població de 22.695 habitants (2006).

## Composició
Agrupa 8 comunes :
1. Bédée
2. Breteil
3. Iffendic
4. Montfort-sur-Meu
5. La Nouaye
6. Pleumeleuc
7. Saint-Gonlay
8. Talensac